# Asase Ya
Asase Ya (ou Asase Yaa) est l'esprit ou la déesse de la terre et de la fertilité agricole ainsi que de l'amour, de la paix et de la vérité dans la religion akan. C'est la deuxième divinité en puissance après Nyame et elle présentée souvent comme son épouse.
« Ya », dans le calendrier akan (en), désigne une femme née le jeudi, et ses adeptes s'abstiennent donc de travailler la terre ce jour-là, en son honneur,. Elle n'a ni prêtre ni sanctuaire car, à l'instar de Nyame, elle n'est pas un abosom que l'on invoque et les offrandes en son honneur sont déposées à même le sol.
Elle devient cette figure sous l'influence chrétienne et dérive de l'esprit Ngame qui était le pendant de Nyame lorsque les deux déités étaient représentées comme deux serpents ancestraux, mâle et femelle et d'importance égale. 